# Kitxiguinó
Kitxiguinó (en rus: Кичигино) és un poble de l'óblast de Vladímir, a Rússia, segons el cens del 2010 no tenia cap habitant. Pertany al districte municipal de Múrom.